# Küstriner Berg
Küstriner Berg – wzgórze w południowo-centralnej części Frankfurtu nad Odrą, w dzielnicy Markendorf, na terenie lasu Markendorfer Wald, nieopodal drogi krajowej B112 (po jej zachodniej stronie).
Wysokość wzgórza wynosi 98,5 m.